# Trumna numer 5
Trumna numer 5 (norw. Kiste nummer fem) – powieść kryminalna norweskiego pisarza Gerta Nygårdshauga (w Polsce pod pseudonimem Gert Godeng), opublikowana w 1996, a w Polsce w 2008 w tłumaczeniu Karoliny Drozdowskiej.
Jest szóstą powieścią cyklu Krew i wino, w której występuje smakosz, znawca języków i detektyw amator Fredric Drum. W tym tomie jednak główną postacią jest Skarphedin Olsen, detektyw pracujący w Centrali Policji Kryminalnej  w Oslo. Opowieść ma charakter retrospekcji - poznajemy w niej historię życia zarówno Olsena, jak i Druma, którzy poznają się przy okazji prowadzonego śledztwa w sprawie rytualnych mordów dokonywanych w stolicy Norwegii, a dokładnie podczas próby podpalenia domu Olsena przez jednego z imigrantów zamieszanych w sprawę. Sam Olsem przeżywa załamanie nerwowe po stracie zamordowanych żony (Lise) i córki (Kathrine). Leczy się na tę okoliczność u doktora Ernesta Sachmulda - psychiatry. Podczas rozwiązywania sprawy wychodzi na jaw dalekie pokrewieństwo, jaki łączy Olsena z Drumem (mieli wspólnego dziadka, także o nazwisku Fredric Drum). W powieści pojawia się także postać Hallgrima Hellgrena - archeologa z Galerii Narodowej, obecna także w innych tomach.

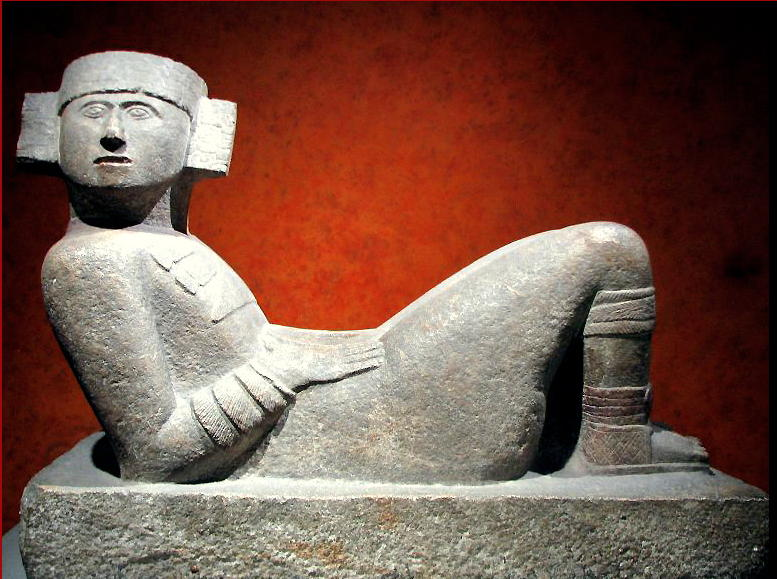
Ołtarz Chac Mool

Mordy opisane w powieści polegały na zabijaniu ofiar i ich dekapitacji, a także pozostawiania w sąsiedztwie zwłok różnych tajemniczych, rytualnych przedmiotów. Zamordowany został m.in. policjant Erik Bjørnson z Hamar. Mimo to sprawa została wstrzymana przez Ministerstwo Sprawiedliwości i odłożona ad acta. Z czasem wyszły na jaw powiązania ze środowiskami imigranckimi i neonazistowskimi.
Powieść nawiązuje do kultury Majów (Cotzumalhuapan) i ołtarzy Chac Mool (zbieżność z nazwiskiem psychiatry Sachmulda). Istotną rolę odgrywają: roślina - wrzosiec rozpierzchły (erica vagans) i papuga neophema pulchella (cylopsittacus Edwardsi), występujące często w trakcie śledztwa i będące ważnymi tropami. Miejscem akcji jest przede wszystkim Oslo, m.in. dzielnice Vinderen, Skøyen, czy Holmenkollen.
Sam tytuł (trumna) oznacza w slangu policyjnym sprawę, którą prowadzi się w sposób tajny, bez rozgłosu i powiadamiania mediów.
Tom jest kluczowy dla całego cyklu - poznajemy w nim nie tylko ważne fakty z życia Fredrica Drum, ale także genezę powstania jego restauracji Kaserollen, która z inspiracji Olsena stała się ważnym punktem na norweskiej mapie kulinarnej (wcześniej była tylko barem z klopsikami). To również Olsen był odpowiedzialny za rozwinięcie się kulinarnego talentu Druma i jego zamiłowania do komponowania sosów i doboru win.